# VOW
「VOW」（バウ）は、宝島社が発行する雑誌（『宝島』と『sweet』）に連載されている読者投稿コーナー、および、同コーナーの投稿（現在は、ウェブサイトでの投稿を含めて）をまとめた書籍である。

## 概要
VOWは、"Voice Of Wonderland"の略。『宝島』の前身の雑誌『ワンダーランド』の創刊時から続いていたコーナーである。連載は2001年にいったん終了。2010年に復活したものの、『宝島』が2015年10月号をもって休刊したために再び終了した。しかし、掲載誌を女性ファッション誌『sweet』に移して、2015年11月12日発売の2015年12月号から復活している。『sweet』編集長の渡辺佳代子がVOWのファンだったことから移籍が実現した。
創刊当時は、情報コーナーであり、後に一般的な読者投稿コーナーになった。1980年には常連投稿者だった当時高校生の佐藤克之（カーツ佐藤、カーツさとう）が、読者からライターに出世し連載コラムを持つようになる。
1980年代に入ると佐藤が妙な新聞記事等を見つけてコラムに取り上げるようになり、編集部でも似たような物件を見つけて掲載すると読者からもその種のものが投稿されるようになる。
そのため新聞・雑誌の誤植や街で見つけたヘンなもの（看板・道路標識の誤字や変わった名前の会社・店等）の写真を投稿する独立したコーナーを作るとさらに人気を集め、単行本も発行されるようになった。一般には、VOWといえばこの投稿コーナーのみを指すことも多い。また、同コーナーに掲載されたネタは「VOWネタ」もしくは「VOW物件」と呼ばれる。
漫画のおかしなところを取り上げた『コミックVOW』、特撮番組に投稿者がつっこみを入れる『怪獣VOW』シリーズ、大阪をネタにした『VOWやねん』『VOWでんがな』、名古屋をネタにした『VOWだがね!!』、2ちゃんねるの面白投稿、FLASHなどをまとめた『2ちゃんねるVOW』シリーズなどさまざまなバリエーションがある。
2001年に『宝島』からVOWのコーナーが消滅した後は、毎年発行される『VOW ○○（○○は数字）』と不定期刊行のテーマ別の単行本を出版している。
また、『まぐまぐ』のメールマガジン『ウィークリーまぐまぐ』にて『まぐまぐVOW』を連載（2009年まで）。2003年にはケータイサイト『街のヘンなモノ!VOW』がオープン。さらに2013年8月7日にはインターネットで「街のヘンなモノVOW」のサイトがオープン、また、『sweet』に掲載されたネタの一部は『sweet』公式ウェブサイトや宝島社ファッションポータルサイト「FASHION BOX」でも掲載されている。
2015年1月時点で、VOWの単行本の発行部数は累計930万部。
2000年代後半頃から多数出版されているいわゆるバカ画像本において、VOWに掲載されたものとのネタかぶりおよび剽窃（スキャンされ、インターネット上にアップロードされたものの引用）が多く見られる。

## エピソード
- VOWに掲載されると以前はシールやピンバッジ、テレホンカード、Tシャツなどの景品や、ネタによっては金一封をもらうことができた。また、ケータイサイトでの毎月の優秀作品には1万円が与えられていた。現在はマフラーと靴下とトートバッグが景品となっている。
- 正式名称は「VOW」であるにもかかわらず、コラムを寄稿した大槻ケンヂ[5]やVOWネタの一般投稿者[6]に「BOW」と間違えられたことがあった。なお大槻については「大槻、VOWなんですけど」と編集部から突っ込みを入れられている。
- 看板ネタにおいて「コーマン総合病院」が掲載[7]されたが、これが『キッコーマン総合病院』の撮影位置をずらした捏造と発覚し、同病院から抗議を受けた編集部は宝島本誌上で謝罪文を掲載した。

## 歴史
- 1973年 - 『宝島』の前身である『ワンダーランド』が創刊。VOWが情報コーナーとして登場した。
- 1974年 - 『宝島』の出版元がJICC出版局に移って復刊。VOWは消滅、「101本」に模様替え。
- 1975年 - VOWが復活。
- 1978年 - VOWが再び消滅。
- 1980年 - VOWが再復活。
- 1985年 - VOWから情報コーナーが廃され、完全に読者投稿コーナーとなる。
- 1987年 - 初の単行本『VOW』を発行。
- 1988年 -「完全保存本」と銘打ち、『VOW MEGA-MIX!!?』を発行（ただし、オリジナルは諸般の事情により絶版。1992年に新装復活）。
- 1992年 - タカラから「VOWゲーム」が販売。『宝島』同年12月24日号にてVOWメガ特集が組まれる（通常のVOWネタに加え、カーツ佐藤と野坂昭如との特別対談なども掲載）。
- 1994年 - 『コミックVOW』『怪獣VOW』を発行。後者には続編の『帰ってきた怪獣VOW』『さらば!怪獣VOW』がある。
- 1995年 - VOW specialとしてダンカンと都築浩の共著による『平成・顔を出せない偉人伝』、清水ミチコ『清水ミチコの顔マネ塾』を刊行。
- 1996年 - みうらじゅんが『VOWでやんす』を出版。
- 1997年 - 盛田栄一と別冊宝島編集部の監修による『VOWだがね!!』を発行。名古屋ネタで構成されている。
- 1998年 - 『VOW 101人』が刊行。また、宝島社文庫から『VOW』と『VOW2』を再構成した『VOW全書』を発売。
- 1999年 - 爆笑問題のラジオ番組『爆笑問題カーボーイ』の投稿ネタをもとに構成した『爆笑問題の学校VOW』が刊行。同年、『バウ・オール・スターズ』『まぐまぐVOW』を発行。このほかに『ダービーを一生遊ぶ』（宝島社）の「競馬VOW」をまとめた『ウマの穴』が発行されている。同書は発行がザ・マサダであり、タイトルにVOWが入っていない。
- 2001年 - 『宝島』での連載終了。『吉村智樹と仲間たち』の編著による『VOWでんがな』が刊行。大阪ネタで構成されている。
- 2003年 - 2ちゃんねるVOWシリーズ第1巻『2ちゃんねるVOW-2ちゃんねる住人はばかじゃない』を刊行。同年、携帯電話向けwebサイト『街のヘンなモノ!VOW』がスタート。
- 2004年 - 『VOW王国 ニッポンの誤植』を刊行。
- 2005年 - 『街のヘンなモノ!VOW』に投稿されたネタを収録した『VOW nano!』（バウなのっ!）を刊行。
- 2007年 - フロムソフトウェアからニンテンドーDS専用ソフト『ナンプレVOW』と『イラロジVOW』の2本が発売。
- 2008年 - 『別冊宝島』からVOWの歴史をまとめた『ニッポンの笑い VOW!!』が発売。
- 2010年 - 『宝島』誌上に連載が復活。
- 2013年 - 『ベストオブ VOW 1983➢2012 30年の集大成』を刊行。
- 2015年 - 『宝島』休刊に伴い連載終了。『sweet』で連載開始。
- 2019年 - 関東学院大学人間共生学部の講義のゲストとしてVOWが取り上げられる[8]。

## 総本部長
- 初代 - 渡辺祐

渡辺が1990年代初頭に退任後、総本部長ポストは約1年にわたり空席。
- 二代目 - 古矢徹

ほぼ日刊イトイ新聞内コンテンツ「丸腰人を探して」にて2024年10月4日に急逝した事が伝えられた。
- 三代目 - 奥野武範

近年は藪下秀樹が事実上の編集担当。

## キャラクター
- VOWBOY（安斎肇作）

## VOWネタの種類
雑誌『宝島』での連載、単行本、ケータイサイト共に、主に以下のようなジャンルのネタで構成されている。
- 変わった看板、交通標語、道路標識

一時期、シャウトねえちゃんと呼ばれる、絶叫する女性が全国各地のあらゆる看板・広告に登場していたことがあり、シャウトねえちゃん専用コーナーが存在した。
- 壁などの落書きで特筆されるもの
- 新聞、雑誌、広告等の誤植
- 新聞記事（奇抜な見出し、奇妙な写真、珍事件、投書欄や子供の詩で面白いもの）

子供の詩は、詩自体が面白いものだけでなく、かつては読売新聞の「こどもの詩」の選者を務めた川崎洋の面白いコメントも定番であった。
バレエやフィギュアスケート、社交ダンスなどのポーズで男女の下腹部が密着していたり、股間に何か入っているように見える写真が投稿されると、投稿者または本部長が「これ絶対入ってるよね（C） みうらじゅん」とコメントするのが一種のお約束になっている。
- 芸能・スポーツ関係（スポーツのプレー中などに起きたシーンからの創作、番組表やニュースサイトからの見出し）

特に大相撲ネタで敷島が多く取り上げられ、角界のコメント王の称号を得た。詳細は敷島勝盛#角界のコメント王を参照。
- 虹色商品（商品名が面白い、変わった商品等）

VOWの初期では、変わった絵柄や商品名の置き薬、駄菓子が特集されたことが多かった。
- 珍名（人名や競走馬名等で変わったもの）

競走馬では珍名をつけることで有名な小田切有一や、「マチカネ」の冠名の細川益男所有馬が多く紹介されている。
VOWと類似の「バウ」という、当時宇都宮競馬（現在は廃止）所属の競走馬もネタとして紹介されたことがある（実際、名前はテリー山本原作の『バウ』から来ているとのこと）。
- 外国製のパクリ商品、海外で製造された商品（およびその説明書）や観光地の案内表示の間違った日本語

例：ポリウレタン→ポリウしタこ、どうぞフタタビよくいらっしやいませ（原文ママ。Thank You Please Come Again：正しくは、「またのお越しをお待ちしております」）。
- エロネタ
- 変わった人物、出来事（主にケータイサイト、まぐまぐVOWにて）
- おまぬけ博覧会（通称「おま博」。意味不明の光景、変な教材や校則、VOWと関連するネタ。単行本では大抵の場合、最後のコーナーとなる）
- 点取占い
- 関係者ネタ

例：中島らもの「らも」に関するネタ、カーツ佐藤と同名企業のカーツ株式会社の「人と緑とカーツ」他。
これらのネタや投稿者からのコメントに対して、総本部長が突っ込んだりボケたり、ネタ元から創作したり冷静に突き放したりするなどといった形でコメントを返している。

## VOW内の連載

### 漫画・イラスト
- 安西水丸「毎日くん」 - VOW史上最長の連載となり、安西の漫画の代表作ともなった
- マーチン荻沢「今週の柳頭」 - ハゲ写真の連載
- 内田春菊「シーラカンスバカンス」
- なんきん「奥様はチャダ」
- 桜沢エリカ「恵比寿音頭」
- 相原コージ「脱肛竹輪」
- 天久聖一「はなくそ」
- 蛭子能収「不条理でポン」
- しりあがり寿「はなくそ時評」
- スージー甘金「VOWカード」
- ヒロ杉山「科学の外側」
- 花くまゆうさく「大人の汁」
- 安斎肇「ふろくVOW」
- 筆吉純一郎「タカラジマン」シリーズ - 怪獣VOWで掲載。後の『空想科学大戦!』の原型となる作品

### コラム
- 佐藤克之「クラブピンコ立ち」「ノックは3回」他多数
- 久住昌之「僕がハゲてゆく」
- 美保純「芸能界裏講座」
- みうらじゅん「ヤングのためのヤングのクイズ ヤング・パンチOh!」他多数
- えのきどいちろう「イッツ・オンリー・ハワイアン」「VOW小僧物語」「減少現象」
- 山田五郎「ハゲるといふこと」
- 杉作J太郎「杉作J太郎全集 恐怖脱獄情話 パピヨン」
- いとうせいこう「自宅闘争者の手記」「無機物くんへ愛をこめて」他
- 景山民夫「馬っ鹿でぇー!」

## 著名な投稿人
- 吉村智樹
- 中根ケンイチ
- みなもと太郎
- 藤岡真
- ムロタニツネ象
- 清水ミチコ
- さいたまんぞう
- 清野とおる

## 出版物

### 本編単行本
本編
本編の総集編
- VOW MEGA-MIX!!?シリーズ 
  - VOW MEGA-MIX!!? 笑門来福・完全保存版（A4判、1988年）
  - VOW MEGA-MIX!!? 当世下世話大全・愛蔵版（1992年1月20日、ISBN 4-7966-0268-2）
  - VOW MEGA-MIX!!?2 当世下世話大全・愛蔵版（1993年1月20日、ISBN 4-7966-0550-9）
  - VOW NEW MEGA-MIX!!?（A4判、2000年4月15日、ISBN 4-7966-1780-9）
- VOW暦93 平成五年度下世話大暦バウこよみっ!93年版（1992年11月20日、ISBN 4-7966-0505-3）
- VOW PLUS!シリーズ
  - VOW PLUS!1現代下世話大全バウ・プラス1（1994年1月20日、ISBN 4-7966-0762-5）
  - VOW PLUS!2現代下世話大全バウ・プラス2（1994年12月26日、ISBN 4-7966-0893-1）
  - VOW PLUS!3現代下世話大全バウ・プラス3（1996年1月5日、ISBN 4-7966-1056-1）
- ベスト オブ VOW（2013年1月18日、ISBN 978-4-8002-0664-0） - 『VOW』30周年を記念し、『VOW』から『街の大爆笑百科 バウ』に掲載されたネタの中から厳選した傑作選

### テーマ別単行本
漫画
- コミックVOW（1994年2月20日、ISBN 4-7966-0761-7）

特撮
- 怪獣VOWシリーズ - 特撮をテーマとした物。投稿数が多く単行本も3冊発売されたが、裏づけ調査の手段が当時はビデオテープ一本一本を見て検証する以外手段がなく手間と時間、労力が非常に掛かったためシリーズ打ち切りとなった。
  - 怪獣VOW 怪獣ドラマはこう楽しめ!（1994年11月15日、ISBN 4-7966-0880-X）
  - 帰ってきた怪獣VOW（1995年8月15日、ISBN 4-7966-0981-4）
  - さらば!怪獣VOW（1996年10月11日、ISBN 4-7966-1139-8）

地方別
- 大阪
  - VOWやねん! 大阪・街アホ500発!!バウやねん!（VOWやねん団・団長吉村智樹編著、1995年11月15日、ISBN 4-7966-1033-2）
  - VOWでんがな 全国の大阪的ヘンなもの大カタログ（吉村智樹と仲間たち編著、2001年4月16日、ISBN 4-7966-2161-X）
  - VOWやもん! 大阪周辺のオモシロ物件採集レポート（吉村智樹と仲間たち編著、2007年12月5日、ISBN 978-4-7966-5876-8）
- 名古屋
  - VOWだがね!! 名古屋下世話大全バウだがね（盛田栄一と別冊宝島監修、1997年7月26日、ISBN 4-7966-1216-5）
- 全国各地
  - VOWにっぽん温泉 全国「おまぬけ」大図鑑（B5判、1997年1月16日、ISBN 4-7966-1165-7） - 全国のヘンなものを地方別にまとめた物。

海外
- VOW番外編 世界の国からクールジャパン（2013年11月8日 ISBN 978-4-8002-1744-8）
- 韓国VOW VOICE OF WONDERLAND コリアン笑いのツボ555発!（2014年02月11日 ISBN 978-4-8002-2115-5）

著名人
- VOWでやんす! 現代下世話大全バウでやんす!（みうらじゅん著、1996年12月25日、ISBN 4-7966-1164-9） - みうらじゅん監修作品。
- VOW101人 街のヘンなもの大カタログ（1998年1月15日、ISBN 4-7966-1296-3） - 著名人101人のコメントをネタと共に収録。
- VOW ALL★STARS まちのヘンなもの大カタログ（1999年1月3日、ISBN 4-7966-1461-3） - 著名人ネタを収録。

教育
- 爆笑問題の学校VOW（爆笑問題著、1999年4月10日、ISBN 4-7966-1498-2）

インターネット
- まぐまぐVOWシリーズ - インターネット掲示板「まぐまぐ」に投稿された物を収録。
  - まぐまぐVOW 世の中のヘンなもの総カタログ（1999年12月29日、ISBN 4-7966-1674-8）
  - まぐまぐVOW2 世の中のヘンなもの総カタログ（2001年1月8日、ISBN 4-7966-2064-8）
  - まぐまぐVOW3 世の中のヘンなもの総カタログ（2002年4月8日、ISBN 4-7966-2666-2）
- 2ちゃんねるVOWシリーズ - インターネット掲示板「2ちゃんねる」に投稿されたネタを収録。
  - 2ちゃんねるVOW 2ちゃんねる住人はばかじゃない（2003年3月17日、ISBN 4-7966-3192-5）
  - 2ちゃんねるVOW 逝ってよし!（2003年7月22日、ISBN 4-7966-3481-9）
  - 2ちゃんねるVOW3 マターリしようよ!（2003年11月4日、ISBN 4-7966-3720-6）
  - 2ちゃんねるVOW5 激しく同意!!（2004年7月2日、ISBN 4-7966-4201-3）
- VOW nano! バウなのっ! 街のヘンなもの大カタログ（2005年12月26日、ISBN 4-7966-5061-X） - 携帯サイトに投稿された物を収録。

VOW本編の外伝集
- VOW王国シリーズ
  - VOW王国 不死身の笑い!（2001年10月15日、ISBN 4-7966-2429-5）
  - VOW王国 青春篇（2002年1月11日、ISBN 4-7966-2544-5）
  - VOW王国 デラックス（B5判、2002年10月29日、ISBN 4-7966-2922-X）
  - VOW王国 ヘンな新聞（2008年8月2日、ISBN 4-7966-6538-2）
  - VOW王国 笑う広告 日本の全ての広告に愛を!（2003年10月1日、ISBN 4-7966-3619-6）
  - VOW王国 エッチ!! ヘンな気持ちになりました（2003年12月22日、ISBN 4-7966-3815-6）
  - VOW王国 ニッポンの誤植（2004年4月2日、ISBN 4-7966-4031-2）
  - VOW王国 ニッポンお笑い世界遺産（2004年10月1日、ISBN 4-7966-4322-2）
  - ニッポンの投書（新書判、2005年1月20日、ISBN 4-7966-4470-9）
- VOW写真館 - 外国人の面白い写真を集めた本。オール白黒となっている。

高級品
- VOW 贅沢贅沢の泉（2004年2月2日、ISBN 4-7966-3936-5）

レトロ品
- VOW POP vintage! バウポップ! 街のヘンなもの大カタログ（2006年12月18日、ISBN 4-7966-5592-1）

お笑い
- 別冊宝島1501 世界最大の「お笑い投稿」本 ニッポンの笑いVOW!!（B5判、2008年2月7日、ISBN 978-4-7966-6236-9）

### 文庫本
- VOW全書シリーズ - 単行本の復刻版。
  - VOW全書1 - VOW・2を収録。
  - VOW全書2 - VOW3・4を収録。
  - VOW全書3 - VOW5・6を収録。
  - VOW全書4 - VOW7・8を収録。
  - 携帯VOW - VOW9・10を収録。
  - VOW全書6 - VOW11・12を収録。
  - VOW全書7 - VOW13・14を収録。
  - VOW全書8 - VOW15・16・PLUS1の3冊を収録
  - VOW全書9 - VOW17・18を収録。
  - VOW全書10 - VOW19・20を収録。
  - VOW全書11 - VOW21・22・23を収録。
- まぐまぐVOW
- VOWでやんす!（みうらじゅん著）
- VOW王国シリーズ
  - VOW王国 ヘンな新聞
  - VOW王国 エッチ!! ヘンな気持ちになりました
- 新装版 爆笑問題の学校VOW（爆笑問題著）
- 2ちゃんねるVOWシリーズ
  - 2ちゃんねるVOW1 2ちゃんねる住人はばかじゃない
  - 2ちゃんねるVOW2 2ちゃんねる住人は眠らない（2007年3月12日、ISBN 978-4-7966-5720-4）

### ゲームソフト
ニンテンドーDS
- イラロジVOW（フロム・ソフトウェア、2007年5月24日、3990円）
- ナンプレVOW（フロム・ソフトウェア、2007年4月26日、3990円）

写真は『VOW』1 - 18掲載分までを集めている。地名やキャラクターの名前や芸能人の名前などは一部伏せ字になっていたり、写真は、その警察署の名前などがボカシが入っていたりする（例えば○○（←ボカシが入っている部分）警察署など）。